# Наплошек, Славомир
Славомир Казимеж Наплошек (пол. Sławomir Kazimierz Napłoszek; род. 29 июля 1968, Варшава) — польский лучник, специализирующийся в стрельбе из олимпийского лука. Участник Олимпийских игр 1992 и 2020 годов.

## Биография
Славомир Наплошек родился 29 июля 1968 года в Варшаве в семье Казимежа и Кристины (урождённой Пивоварской). Он ходил в начальную школу № 32 в Варшаве, но часто болел и часто пропускал учёбу. Несмотря на это, в беге он достиг очень хороших спортивных результатов, поэтому после третьего класса его перевели в спортивную школу при клубе Polonia Warszawa. В 1980—1983 годах он сосредоточился в беге на короткие дистанции и баскетболе, но из-за травмы плеча и долгой реабилитации его перевели в «неспортивный» класс. В конце учебного года тренер по стрельбе из лука Анджей Подстольский создал секцию стрельбы из лука, и Наплошек заинтересовался этим видом спорта и начал заниматься с 1983 года под руководством Подстольского.
После начала нового учебного года Наплошек перешёл в механический техникум PZL в Варшаве, который окончил в 1988 году. В то же время он записался в спортивный клуб Marymont Warszawa, где тренер Адам Паздка руководил секцией стрельбы из лука . В стрельбе из лука завоевал титул чемпиона Польши среди юниоров в 1986 году, а затем — чемпиона Польши (1991 год) и медаль на чемпионате Европы (1992 год). В 1988—1992 годах учился в Варшавской академии физической культуры.
В 1992 году он участвовал на Олимпийских играх в Барселоне, причём узнал о том, что получил путёвку, из газеты Przegląd Sportowy, так как никто не позвонил ему, чтобы сообщить новость . В турнире он стал 54-м из 75 спортсменов в индивидуальном раунде в команде Польша заняла 16-е место из 20, в матче плей-офф проиграв Южной Корее . На чемпионате мира в Джакарте он показал плохие результаты и не прошёл квалификацию на Олимпийские игры в Атланте, а Павел Шимчак выиграл олимпийскую квалификацию. Благодаря хорошим результатам Наплошека в течение сезона (он возглавлял мировой рейтинг), Польша получила право отправить на Олимпиаду второго участника, а затем «уайлд кард» для участия команды. Несмотря на это, Польша отказалась от этих квот, и только Павел Шимчак поехал на Олимпиаду .
После окончания механического техникума, он окончил высшую школу информационных технологий по специальности «Информатика» в 2003. С 1993 года он работал в банке, и после неудачной попытки поехать на Олимпиаду в Атланте начал снижать интенсивность тренировок, и со временем отказался от них. Позже он подружился с лучником Лешеком Хойнацким, который в 2007 году убедил его вернуться в стрельбу из лука. С зимы сезона 2014/2015 из-за отсутствия инфраструктуры тренировался по ночам в коридоре банка, на что получил разрешение начальства .
В июне 2021 года квалифицировался на Олимпийские игры в Токио, при этом ему пришлось уйти в отпуск . 29 июля 2021 года он выступил в первом матче плей-офф, но уже на стадии 1/32 финала уступил голландцу Стиву Вайлеру со счетом 4:6.

### Личная жизнь
Он женат на Эдите, от которой имеет дочерей Камилу (род. 1999) и Зузанну (род. 2007), которые также занимаются стрельбой из лука. Камила отказалась от участия в олимпийской квалификации из-за учёбы. Зузанна стала в 2016 году национальной рекордсменкой на юниорском уровне.